# Heaven Knows I'm Miserable Now
Heaven Knows I'm Miserable Now è un brano della band inglese The Smiths.
Pubblicato come singolo il 25 maggio del 1984 dalla Rough Trade, il disco raggiunse la posizione numero 10 nella Official Singles Chart, la classifica inglese di vendite.
Il brano è contenuto anche nelle raccolte Hatful of Hollow, del 1984, e nella successiva Louder Than Bombs uscita nel 1987.

## Realizzazione
Heaven Knows I'm Miserable Now costituisce un precedente per la band, in quanto è il primo di molti singoli non inseriti in nessun album ufficiale (raccolte a parte) del gruppo, alimentando così la loro fama di band da singoli. La registrazione venne effettuata presso gli Island & Powerplant Studios di Londra, nel marzo 1984 e musicalmente, il tipico suono di chitarra jingle-jangle di Marr è più rilassato ma si intreccia comunque sempre in modo pressoché impeccabile con il basso e la batteria di Andy Rourke e Mike Joyce, a cui il produttore John Porter affida un andamento quasi jazzato.
"Andammo in America a suonare al Danceteria per Capodanno" ricorda Marr, intervistato anni dopo da Select "e Mike (Joyce, ndr) si ammalò, così non abbiamo potuto fare il resto dei concerti e Heaven Knows venne scritto in una stanza d'albergo mentre io e Morrissey eravamo in attesa di tornare a casa. E poi ho scritto le musiche per Girl Afraid il giorno che sono tornato a casa, quindi diciamo che in realtà eravamo più interessati a ciò che venne dopo. Non mi piace molto Heaven Knows. Beh, mi piace, ma meno delle altre. Non mi piace la melodia e la base musicale. Non mi piace il ritmo o nulla".
La canzone segna anche l'inizio del rapporto di lavoro del produttore Stephen Street con la band, in uno dei suoi primi incarichi come ingegnere del suono, presso gli studi londinesi Fallout Shelter, di proprietà della Island Records dove, nel marzo del 1984, vennero eseguite le sessioni di registrazione del brano.
"Li avevo visti solo poco prima a Top Of The Pops fare This Charming Man" - ricorda Street, intervistato dalla rivista HitQuarters - "e come la maggior parte degli addetti al lavoro, in quel periodo, ero davvero eccitato da loro. Il mio entusiasmo deve aver contagiato Morrissey e Marr, perché vollero sapere il mio nome e il mio numero di telefono".
Non contattato per la registrazione del successivo singolo, William, It Was Really Nothing, gli Smiths chiesero poi a Street di progettare i suoni del loro secondo album Meat Is Murder, prodotto (per la prima volta) dalla band stessa.
Il singolo, alla sua uscita, fu oggetto di alcune polemiche per via della sua b-side, Suffer Little Children, il cui testo allude ai cosiddetti Moors Murders («omicidi della brughiera») che sconvolsero l'Inghilterra tra il 1963 e il 1965.
Heaven Knows I'm Miserable Now è stata interpretata, dal vivo, lungo tutta la carriera degli Smiths, a cominciare dalla loro prima apparizione, il 31 gennaio 1984 all'Università di Sheffield.

## Testo
Il testo della canzone è certamente fra quelli che più identifica la tipica scrittura, tra l'ironico, il comico e il disperato, del frontman mancuniano. Spesso citata dalla critica come prova dell'atteggiamento triste e deprimente dell'autore, in realtà Heaven Knows I'm Miserable Now, come tante altre canzoni di Morrissey, è costruita in forma parodistica, in cui lo stesso protagonista (narrato in prima persona) si mette a prendere in giro sé stesso, scontento del nuovo lavoro, dei propri amanti passeggeri, o di dover sorridere "a gente che preferirei prendere a calci in faccia" e "a cui non importa se sono vivo o morto".
"Rispetto ai brevi periodi di lavoro che ho avuto in passato" disse Morrissey, in un'intervista del 1984, "c'erano momenti della giornata in cui mi accorgevo che ero qui a lavorare con queste persone che disprezzavo. E ho dovuto parlare con queste persone orribili e chiedere loro come avessero passato la giornata precedente. E avrei dovuto rapportarmi ad un capo con cui non volevo stare. E quando sei in quella posizione, che era la base assoluta del testo di Heaven Knows I'm Miserable Now, ti accorgi che stai effettivamente trascorrendo una vita intera con persone con cui non ti piace stare e fare un qualcosa che non ti piace, che è una cosa incredibilmente dolorosa. Quindi questo era alla base di quella canzone. Il significato di kick in the eye ("calcio negli occhi") sì, letteralmente, voglio dire, cerchiamo di essere onesti: a volte ci si arrabbia così tanto con le persone che non siamo avversi alla violenza, che ovviamente è una cosa terribile da dire, ma è la verità comunque."
Il titolo della canzone, invece, è deliberatamente ispirato ad una vecchia hit di Sandie Shaw, Heaven Knows I'm Missing Him Now.

## Copertina e video
La copertina ritrae una foto di Viv Nicholson divenuta famosa, nel 1961 nel Regno Unito, per aver vinto una grossa quantità di denaro al totocalcio. Lo scatto è preso dalla sua autobiografia del 1971, intitolata Spend Spend Spend. Sul vinile dei 7" e del 12" sono incise, rispettivamente, le frasi: SMITHS INDEED / ILL FOREVER e SMITHS PRESUMABLY / FOREVER ILL.
Il videoclip promozionale venne prodotto utilizzando le immagini di una performance della band a Channel 4, montato assieme a del materiale di repertorio in studio e ad un filmato di Morrissey ripreso in una strada di Manchester con dei gladioli nella tasca posteriore dei pantaloni.

## Tracce
- UK 7"

1. Heaven Knows I'm Miserable Now – 3:34
2. Suffer Little Children – 5:27

- UK 12"

1. Heaven Knows I'm Miserable Now (Extended) – 3:46
2. Girl Afraid – 2:46
3. Suffer Little Children – 5:27

## Formazione
- Morrissey – voce
- Johnny Marr – chitarra, pianoforte
- Andy Rourke – basso
- Mike Joyce – batteria